# GW Shimano-Sidermec
El GW Shimano-Sidermec (código UCI: GSS) fue un equipo ciclista profesional italiano de categoría Continental durante muchas temporadas. Participó en las divisiones de ciclismo UCI ProSeries y los Circuitos Continentales UCI. Actualmente se asocio con Team Petrolike de México.
Durante parte de su trayectoria tuvo licencia colombiana y venezolana, aunque siempre estuvo instalado en Italia, siendo la mayoría de sus corredores oriundos de dicho país. Estableció su licencia italiana como consecuencia del cambio del último patrocinador (Androni Giocattoli). Su manager principal fue el italiano Gianni Savio.
El nombre del equipo ha cambiado a lo largo de los años como consecuencia de los cambios de patrocinadores; así, la escuadra fue conocida anteriormente como Selle Italia o Diquigiovanni.
Desde su creación ha sido animador constante del Giro de Italia donde ha participado en 17 ocasiones y logrado 14 victorias de etapa.

## Corredor mejor clasificado en las Grandes Vueltas
| Año  | Giro de Italia               | Tour de Francia | Vuelta a España |
| ---- | ---------------------------- | --------------- | --------------- |
| 1996 | 24.º Nelson Rodríguez        | -               | -               |
| 1997 | 50.º Álvaro Lozano           | -               | -               |
| 1998 | -                            | -               | -               |
| 1999 | -                            | -               | -               |
| 2000 | 6.º Hernán Buenahora         | -               | -               |
| 2001 | 8.º Carlos Alberto Contreras | -               | -               |
| 2002 | 27.º Hernán Darío Muñoz      | -               | -               |
| 2003 | 34.º Freddy González         | -               | -               |
| 2004 | 35.º Raffaele Illiano        | -               | -               |
| 2005 | 3.º José Rujano              | -               | -               |
| 2006 | 31.º José Serpa              | -               | -               |
| 2007 | -                            | -               | -               |
| 2008 | 10.º Gilberto Simoni         | -               | -               |
| 2009 | 9.º José Serpa               | -               | -               |
| 2010 | 4.º Michele Scarponi         | -               | -               |
| 2011 | 6.º José Rujano              | -               | -               |
| 2012 | 45.º Emanuele Sella          | -               | -               |
| 2013 | 10.º Franco Pellizotti       | -               | -               |
| 2014 | 12.º Franco Pellizotti       | -               | -               |
| 2015 | 24.º Franco Pellizotti       | -               | -               |
| 2016 | -                            | -               | -               |
| 2017 | -                            | -               | -               |
| 2018 | 26.º Fausto Masnada          | -               | -               |
| 2019 | 20.º Fausto Masnada          | -               | -               |
| 2020 | 71.º Simon Pellaud           | -               | -               |
| 2021 | 47.º Eduardo Sepúlveda       | -               | -               |
| 2022 | 76.º Eduardo Sepúlveda       | -               | -               |

## Material ciclista
En la última temporada el equipo utilizaba bicicletas GW (Sprinter, Letras y Mach) con componenetes Shimano. Anteriormente utilizó Kuota (2015-2016), Bianchi (2011-2014), Guerciotti desde el año 2007 al 2010, así como también ha utilizado bicicletas Corratec (2006) y Daccordi (2000-2005).

## Sede
El equipo tiene su sede en Turín (C/ Via Montemagno 65 10132).

## Clasificaciones UCI
La Unión Ciclista Internacional elaboraba el Ranking UCI de clasificación de los ciclistas y equipos profesionales.
Hasta el año 1998, la clasificación del equipo y de su ciclista más destacado fue la siguiente:
| Año  | Clasificación por equipos | Mejor corredor en la clasificación individual | Posición |
| 1996 | 28.º                      | Celio Roberto Roncancio González              | 194.º    |
| 1997 | 41.º                      | Vassili Davidenko                             | 314.º    |
| 1998 | 34.º                      | Romāns Vainšteins                             | 133.º    |

A partir de 1999 y hasta 2004 la UCI estableció una clasificación por equipos divididos en tres categorías (primera, segunda y tercera). La clasificación del equipo fue la siguiente:
| Año  | Categoría | Clasificación por equipos | Mejor corredor en la clasificación individual | Posición |
| 1999 | Segunda   | 26.º                      | Marco Vergnani                                | 332.º    |
| 2000 | Segunda   | 12.º                      | Hernán Buenahora                              | 195.º    |
| 2001 | Segunda   | 12.º                      | Freddy González                               | 132.º    |
| 2002 | Segunda   | 15.º                      | José Joaquín Castelblanco                     | 238.º    |
| 2003 | Segunda   | 13.º                      | Freddy González                               | 311.º    |
| 2004 | Segunda   | 15.º                      | Freddy González                               | 252.º    |

A partir de 2005 la UCI instauró los Circuitos Continentales UCI, donde el equipo está desde que se creó dicha categoría, registrado dentro del UCI America Tour (2006-2009) y UCI Europe Tour (2010-2012). Estando en las clasificaciones del UCI America Tour Ranking, UCI Asia Tour Ranking, UCI Europe Tour Ranking así como en la global de los equipos Continentales Profesionales adheridos al pasaporte biológico que hubo solo en 2009 llamada PCT Biological passport. Las clasificaciones del equipo y de su ciclista más destacado son las siguientes (excepto en la PCT Biological passport que solo es clasificación de equipos):
| Año                            | Clasificación por equipos | Mejor corredor en la clasificación individual | Posición |
| 2005 (America Tour)            | 2.º                       | Edgardo Simón                                 | 1.º      |
| 2005 (Asia Tour)               | 14.º                      | José Rujano                                   | 16.º     |
| 2005 (Europe Tour)             | 63.º                      | Simone Bruson                                 | 295.º    |
| 2005-2006 (America Tour)       | 1.º                       | José Serpa                                    | 1.º      |
| 2005-2006 (Asia Tour)          | 9.º                       | José Serpa                                    | 58.º     |
| 2005-2006 (Europe Tour)        | 19.º                      | Santo Anza                                    | 15.º     |
| 2006-2007 (America Tour)       | 6.º                       | Anthony Brea                                  | 9.º      |
| 2006-2007 (Asia Tour)          | 3.º                       | Gabriele Missaglia                            | 6.º      |
| 2006-2007 (Europe Tour)        | 12.º                      | Alessandro Bertolini                          | 1.º      |
| 2007-2008 (America Tour)       | 6.º                       | Carlos José Ochoa                             | 4.º      |
| 2007-2008 (Asia Tour)          | 6.º                       | Ruslan Ivanov                                 | 11.º     |
| 2007-2008 (Europe Tour)        | 8.º                       | Francesco Ginanni                             | 8.º      |
| 2008-2009 (America Tour)       | 1.º                       | José Serpa                                    | 5.º      |
| 2008-2009 (Asia Tour)          | 4.º                       | Mattia Gavazzi                                | 11.º     |
| 2008-2009 (Europe Tour)        | 7.º                       | Francesco Ginanni                             | 17.º     |
| 2009 (PCT Biological passport) | 2.º                       | -                                             | -        |
| 2009-2010 (America Tour)       | 4.º                       | José Serpa                                    | 45.º     |
| 2009-2010 (Europe Tour)        | 6.º                       | Michele Scarponi                              | 13.º     |
| 2010-2011 (America Tour)       | 8.º                       | José Serpa                                    | 14.º     |
| 2010-2011 (Asia Tour)          | 12.º                      | Jonathan Monsalve                             | 11.º     |
| 2010-2011 (Europe Tour)        | 9.º                       | Emanuele Sella                                | 12.º     |
| 2011-2012 (America Tour)       | 7.º                       | Miguel Ubeto                                  | 3.º      |
| 2011-2012 (Asia Tour)          | 7.º                       | José Serpa                                    | 7.º      |
| 2011-2012 (Europe Tour)        | 4.º                       | Franco Pellizotti                             | 15.º     |
| 2012-2013 (America Tour)       | 10.º                      | Carlos José Ochoa                             | 24.º     |
| 2012-2013 (Asia Tour)          | 58.º                      | Jackson Rodríguez                             | 258.º    |
| 2012-2013 (Europe Tour)        | 4.º                       | Franco Pellizotti                             | 23.º     |
| 2013-2014 (Europe Tour)        | 21.º                      | Kenny van Hummel                              | 94.º     |
| 2015 (America Tour)            | 20.º                      | Carlos Gálviz                                 | 100.º    |
| 2015 (Asia Tour)               | 74.º                      | Francesco Chicchi                             | 275.º    |
| 2015 (Europe Tour)             | 34.º                      | Oscar Gatto                                   | 116.º    |
| 2015 (Oceania Tour)            | 11.º                      | Franco Pellizotti                             | 25.º     |
| 2016 (America Tour)            | 30.º                      | Rodolfo Torres                                | 114.º    |
| 2016 (Asia Tour)               | 18.º                      | Marco Benfatto                                | 23.º     |
| 2016 (Europe Tour)             | 8.º                       | Francesco Gavazzi                             | 9.º      |
| 2017 (America Tour)            | 17.º                      | Rodolfo Torres                                | 30.º     |
| 2017 (Asia Tour)               | 9.º                       | Kevin Rivera                                  | 41.º     |
| 2017 (Europe Tour)             | 3.º                       | Egan Bernal                                   | 5.º      |
| 2018 (America Tour)            | 15.º                      | Rodolfo Torres                                | 73.º     |
| 2018 (Asia Tour)               | 32.º                      | Seid Lizde                                    | 139.º    |
| 2018 (Europe Tour)             | 3.º                       | Iván Ramiro Sosa                              | 11.º     |
| 2019 (Europe Tour)             | 6.º                       | Andrea Vendrame                               | 67.º     |
| 2020 (Europe Tour)             | 9.º                       | Josip Rumac                                   | 118.º    |
| 2021 (Europe Tour)             | 8.º                       | Simon Pellaud                                 | 324.º    |
| 2022 (Europe Tour)             | 9.º                       | Eduard-Michael Grosu                          | 598.º    |

Tras discrepancias entre la UCI y los organizadores de las Grandes Vueltas, en 2009 se tuvo que refundar el UCI ProTour en una nueva estructura llamada UCI World Ranking, formada por carreras del UCI World Calendar; y a partir del año 2011 uniéndose en la denominación común del UCI WorldTour. El equipo siguió siendo de categoría Profesional Continental pero tuvo derecho a entrar en ese ranking los dos primeros años por adherirse al pasaporte biológico.
| Año  | Clasificación por equipos | Mejor corredor en la clasificación individual | Posición |
| 2009 | 14.º                      | Michele Scarponi                              | 34.º     |
| 2010 | 17.º                      | Michele Scarponi                              | 14.º     |

## Palmarés
Para años anteriores, véase Palmarés del GW Shimano-Sidermec

#### Circuitos Continentales UCI
| Fechas      | Circuito              | Carreras                                             | Ganador             |
| 17 de enero | UCI America Tour 2023 | 3.ª etapa de la Vuelta al Táchira                    | Jonathan Guatibonza |
| 16 de abril | UCI Europe Tour 2023  | Giro de la Ciudad Metropolitana de Regio de Calabria | Jhonatan Restrepo   |
| 18 de junio | UCI America Tour 2023 | 2.ª etapa de la Vuelta a Colombia                    | Jonathan Guatibonza |

## Plantilla
Para años anteriores, véase Plantillas del GW Shimano-Sidermec

### Plantilla 2023
| Nombre                      | Nacimiento | Nacionalidad | Equipo 2022                              |
| Alessandro Bisolti          | 07/03/1985 | Italia       | Drone Hopper-Androni Giocattoli          |
| William Colorado            | 24/06/2004 | Colombia     | Neoprofesional                           |
| Miguel Flórez López         | 21/02/1996 | Colombia     | Arkéa Samsic                             |
| Germán Darío Gómez          | 08/03/2001 | Colombia     | Colombia Tierra de Atletas-GW Bicicletas |
| Jonathan Guatibonza         | 01/06/2004 | Colombia     | Neoprofesional                           |
| Trym Westgaard Holther      | 09/07/2003 | Noruega      | Drone Hopper-Androni Giocattoli          |
| Juan Carlos López           | 25/03/2001 | Colombia     | Astana Qazaqstan Development Team        |
| Andrés Mancipe              | 10/07/2002 | Colombia     | Colombia Tierra de Atletas-GW Bicicletas |
| Didier Merchán              | 26/07/1999 | Colombia     | Drone Hopper-Androni Giocattoli          |
| Alejandro Osorio            | 28/05/1998 | Colombia     | Team Bahrain Victorious                  |
| Diego Pescador              | 21/12/2004 | Colombia     | Neoprofesional                           |
| Andrés Pinzon               | 25/05/2001 | Colombia     | Colombia Tierra de Atletas-GW Bicicletas |
| Jhonatan Restrepo           | 28/11/1994 | Colombia     | Drone Hopper-Androni Giocattoli          |
| Brandon Rojas               | 02/07/2002 | Colombia     | Drone Hopper-Androni Giocattoli          |
| Jeferson Armando Ruiz Acuña | 06/07/2002 | Colombia     | D'Amico-UM Tools (2021)                  |
| Filippo Tagliani            | 14/08/1995 | Italia       | Drone Hopper-Androni Giocattoli          |
| Santiago Umba               | 20/11/2002 | Colombia     | Drone Hopper-Androni Giocattoli          |

1. ↑  Desde el 20 de abril.
2. ↑  Desde el 1 de abril.